# Аричча
Ари́чча (итал. Ariccia, /a'riʧʧa/) — город в Италии, расположен в провинции Рим области Лацио.
Население составляет 18 053 человека (на 31.12.2005), плотность населения составляет 1003 чел./км². Занимает площадь 18 км². Почтовый индекс — 40. Телефонный код — 00006.
Покровительницей города почитается святая Аполлония. Праздник города ежегодно отмечается 9 февраля.
Уроженцами этих мест являлись представители плебейского рода Вокониев, сыгравшие немаловажную роль в истории Древнего Рима.

## Города-побратимы
- Курнон-д'Овернь, Франция
- Лихтенфельс, Германия
- Престуик, Великобритания